# ترهاض (حبيل جبر)

تعديل مصدري - تعديل

ترهاض هي إحدى قرى عزلة حبيل جبر بمديرية حبيل جبر التابعة لمحافظة لحج، بلغ تعداد سكانها 5 نسمة حسب تعداد اليمن لعام 2004.